# Саммонс-Пойнт (Іллінойс)
Саммонс-Пойнт (англ. Sammons Point) — селище (англ. village) в США, в окрузі Канкакі штату Іллінойс. Населення — 214 особи (2020).

## Географія
Саммонс-Пойнт розташований за координатами 41°1′52″ пн. ш. 87°51′31″ зх. д. / 41.03111° пн. ш. 87.85861° зх. д. (41.031011, -87.858477).  За даними Бюро перепису населення США в 2010 році селище мало площу 4,71 км², уся площа — суходіл.

## Демографія
Згідно з переписом 2010 року, у селищі мешкало 279 осіб у 103 домогосподарствах у складі 75 родин. Густота населення становила 59 осіб/км².  Було 116 помешкань (25/км²).
Расовий склад населення:
| - 96,1 % — білих - 1,1 % — чорних або афроамериканців - 0,7 % — азіатів - 1,4 % — осіб інших рас |

До двох чи більше рас належало 0,7 %. Частка іспаномовних становила 2,2 % від усіх жителів.
За віковим діапазоном населення розподілялося таким чином: 22,9 % — особи молодші 18 років, 64,9 % — особи у віці 18—64 років, 12,2 % — особи у віці 65 років та старші. Медіана віку мешканця становила 41,6 року. На 100 осіб жіночої статі у селищі припадало 95,1 чоловіків;  на 100 жінок у віці від 18 років та старших — 88,6 чоловіків також старших 18 років.
Середній дохід на одне домашнє господарство  становив 65 667 доларів США (медіана — 56 667), а середній дохід на одну сім'ю — 75 138 доларів (медіана — 68 750). Медіана доходів становила 65 313 долари для чоловіків та 44 000 доларів для жінок. За межею бідності перебувало 14,3 % осіб, у тому числі 12,7 % дітей у віці до 18 років та 21,4 % осіб у віці 65 років та старших.
Цивільне працевлаштоване населення становило 138 осіб. Основні галузі зайнятості: виробництво — 22,5 %, освіта, охорона здоров'я та соціальна допомога — 21,0 %, роздрібна торгівля — 13,8 %, транспорт — 13,0 %.